# فرودگاه منطقه‌ای آلبرت‌ویل
فرودگاه منطقه‌ای آلبرت‌ویل (به انگلیسی: Albertville Regional Airport) (به زبان بومی: Thomas J. Brumlik Field) یک فرودگاه همگانی بهره‌برداری هوایی است که یک باند فرود آسفالت دارد. این فرودگاه در شهر آلبرتویل (آلاباما) کشور ایالات متحده آمریکا قرار دارد .